# Eta2 Pictoris
Eta2 Pictoris (η2 Pictoris, förkortat Eta2 Pic, η2 Pic) som är stjärnans Bayerbeteckning, är en ensam stjärna belägen i den mellersta delen av stjärnbilden Målaren. Den har en skenbar magnitud på 5,02 och är synlig för blotta ögat där ljusföroreningar ej förekommer. Baserat på parallaxmätning inom Hipparcosuppdraget på ca 7,4 mas, beräknas den befinna sig på ett avstånd på ca 440 ljusår (ca 136 parsek) från solen. Den ingår i rörelsegruppen HR 1614, som består av stjärnor med en gemensam rörelse genom rymden.

## Egenskaper
Eta2 Pictoris är en orange till röd jättestjärna av spektralklass K5 III. Den utsänder från dess fotosfär ca 364 gånger mera energi än solen vid en effektiv temperatur på ca 4 100 K.
Vinkeldiametern för Eta2 Pictoris är, efter kompensation för randfördunkling, 2,774 ± 0,063 mas. På det beräknade avståndet ger detta stjärnan en radie på ca 40,6 gånger solens radie. Den tillhör populationen av äldre stjärnor i Vintergatan och är en misstänkt variabel stjärna.